# プーチン・トランプ電話会談
プーチン・トランプ電話会談（プーチン・トランプでんわかいだん）は、2025年2月12日にアメリカ大統領ドナルド・トランプとロシア大統領ウラジーミル・プーチンが行った電話会談である。米ロ首脳の接触は2022年2月のロシアのウクライナ侵攻以来初めて行われた。
会談はおよそ1時間半に及び、トランプはウクライナ情勢や中東情勢、人工知能、エネルギー、ドル高など幅広く議論したことを明かした。

## 背景
2024年11月7日、プーチンはトランプが大統領選挙で勝利したことを祝福し、ウクライナにおける紛争の終結に向けたトランプの思いは注目に値すると述べた。
11月9日、トランプの元顧問ブライアン・ランザは、トランプ政権がクリミア半島返還の代わりに現実的な和平案に焦点を当てるはずだと述べた。
2025年2月11日、アメリカ中東担当特使スティーブ・ウィトコフがモスクワを訪れ、米ロの身柄交換の交渉にあたった。アメリカ政府高官は身柄交換がロシア・ウクライナ戦争の終結に向けた取り組みが再開するきっかけになることを期待すると述べた。
2月12日にブリュッセルで行われたNATO本部の会合で、アメリカ国防長官ピート・ヘグセスは、アメリカはウクライナのNATO加盟を支持しないとし、ウクライナの国境がロシアのクリミア併合以前に戻るのは非現実的と述べた。

## 会談
2025年2月12日にトランプとプーチンの電話会談が行われた。会談は約1時間半に及び、トランプは長時間で非常に生産的だったと述べた。会談ではいくつかの問題について議論が交わされたが、議論の中心となったのはウクライナ紛争だった。
会談後、トランプはウクライナにおける戦闘の終結に向けた交渉を直ちに開始することに合意したと発表し、米ロ両国は紛争の外交的解決を模索するために緊密に協力する方針を表明した。その後、トランプは国務長官マルコ・ルビオ、国家安全保障問題担当大統領補佐官マイケル・ウォルツ、CIA長官ジョン・ラトクリフ、ウィトコフに対して、和平交渉を主導するように指示した。
ロシア大統領報道官ドミトリー・ペスコフは、電話会談が行われたことを認め、プーチンが紛争の根本的な原因に対処する必要があると指摘したと述べた。また、プーチンがトランプをモスクワに招待した上で、両者が個人的な接触を続ける方針で一致したと述べた。

## 結果
トランプはサウジアラビアでプーチンと会談する計画を発表した。
ウクライナ大統領顧問ドミトリー・リトヴィンは、トランプが電話会談後にウクライナ大統領ウォロディミル・ゼレンスキーと電話会談したと発表した。トランプはプーチンとの電話会談の詳細を共有し、直ちに和平交渉を開始することに合意した。ゼレンスキーはトランプがウクライナより先にプーチンと会談したことに対して不快だと述べ、ウクライナ抜きの合意について、いかなる合意も受け入れられないと表明した。
ウクライナ、フランス、イギリス、スペイン、イタリア、ポーランド、ドイツの外務大臣と欧州連合外務・安全保障政策上級代表はパリで開かれた会合の後にウクライナを支持する声明を発表し、和平交渉にウクライナとヨーロッパが参加する必要があると発言した。
ヘグセスは電話会談におけるロシアとの合意はウクライナに対する裏切りではないと強調した。
2月18日、サウジアラビアで2025年2月米露首脳会談が行われ、協議継続で合意した。